# 27375 Asirvatham
27375 Asirvatham è un asteroide della fascia principale. Scoperto nel 2000, presenta un'orbita caratterizzata da un semiasse maggiore pari a 2,3026658 UA e da un'eccentricità di 0,1983898, inclinata di 7,70320° rispetto all'eclittica.